# Список об'єктів Світової спадщини ЮНЕСКО у Швеції
У списку об'єктів Світової спадщини ЮНЕСКО в Швеції налічується 15 найменувань (станом на 2015 рік).
У цій таблиці об'єкти розташовані в порядку їх додавання до списку Світової спадщини ЮНЕСКО.
Кольорами у списку позначено:

## Список
| #  | Зображення | Назва | Місце розташування                                                                                                   | Час створення           | Час занесення до списку | №                                                     | Критерії              |
| -- | ---------- | --- | --- | ----------------------- | ----------------------- | ----------------------------------------------------- | --------------------- |
| 1  |            | Королівська резиденція Дроттнінгхольм (швед. Drottningholms slott)                                              | Стокгольм | 1580                    | 1991                    | 559 [Архівовано 19 липня 2017 у Wayback Machine.]     | iv                    |
| 2  |            | Бірка і Гувгорден (швед. Birka och Hovgården)                                                                   | острів Б'єрк'є | 800—975                 | 1993                    | 555 [Архівовано 11 липня 2017 у Wayback Machine.]     | iii, iv               |
| 3  |            | Залізоробний завод Енгельсберг (швед. Engelsbergs bruk)                                                         | село Енгельсберг | 1681                    | 1993                    | 556 [Архівовано 11 липня 2017 у Wayback Machine.]     | iv                    |
| 4  |            | Наскельні рельєфи в Танумі (швед. Rock reliefer i Tanum)                                                        | місто Танум | 1,8 тис. років до н. е. | 1994                    | 557 [Архівовано 11 липня 2017 у Wayback Machine.]     | i, iii, iv            |
| 5  |            | Скугсчюркогорден (швед. Skogskyrkogården)                                                                       | місто Стокгольм | 1917—1940               | 1994                    | 558 [Архівовано 11 липня 2017 у Wayback Machine.]     | ii, iv                |
| 6  |            | Ганзейське місто Вісбю (швед. Hansestaden Visby)                                                                | місто Вісбю | 900                     | 1995                    | 731 [Архівовано 17 липня 2017 у Wayback Machine.]     | iv, v                 |
| 7  |            | «Церковне містечко» Гаммельстад поблизу міста Лулео (швед. «Kyrkan uppgörelse» Gammelstad nära staden Luleå)    | Гаммельстад | XII століття            | 1996                    | 762 [Архівовано 11 липня 2017 у Wayback Machine.]     | ii, iv, v             |
| 8  |            | Лапонія (швед. Laponia)                                                                                         | Лапландія | —                       | 1996                    | 774 [Архівовано 10 березня 2013 у WebCite]            | iii, v, vii, viii, ix |
| 9  |            | Військово-морський порт міста Карлскруна (швед. Örlogsstaden Karlskrona)                                        | місто Карлскруна | 1680                    | 1998                    | 871 [Архівовано 19 листопада 2014 у Wayback Machine.] | ii, iv                |
| 10 |            | Сільський ландшафт в південній частині острова Еланд (швед. Landsbygdens landskap i södra delen av Öland)       | острів Еланд | —                       | 2000                    | 968 [Архівовано 11 липня 2017 у Wayback Machine.]     | iv, v                 |
| 11 |            | Високий берег і архіпелаг Кваркен (фін. Höga kusten/Merenkurkun saaristo, швед. Höga kusten/skärgården Kvarken) | Ботнічна затока (разом з Фінляндією )                                                                                | —                       | 2000 2006               | 898 [Архівовано 11 липня 2017 у Wayback Machine.]     | viii                  |
| 12 |            | Гірничопромисловий район Велика Мідна гора в місті Фалун (швед. Mining regionen Stora Kopparberget i Falun)     | місто Фалун | X століття              | 2001                    | 1027 [Архівовано 11 липня 2017 у Wayback Machine.]    | ii, iii, v            |
| 13 |            | Радіостанція Варберг (швед. Radiostationen Varberg)                                                             | місто Варберг | 1924                    | 2004                    | 1134 [Архівовано 11 липня 2017 у Wayback Machine.]    | ii, iv                |
| 14 |            | Геодезична дуга Струве (англ. Struve Geodetic Arc) * Тиннірілакі * Юпукка * Пуллінкі * Перяваара                | Швеція (спільно з Білоруссю , Естонією , Латвією , Литвою , Молдовою , Норвегією , Росією , Україною та Фінляндією ) | 1816—1855               | 2005                    | 1187                                                  | ii, iv, vi            |
| 15 |            | Декоровані ферми Хельсінгланда (швед. Hälsingegårdar)                                                           | Евлеборг, Емтланд | XIV—XIX століття        | 2012                    | 1282 [Архівовано 31 грудня 2016 у Wayback Machine.]   | v                     |